# Cadusia
Cadusia est une satrapie sous l'empereur Bardiya (-522).
Selon Moses Coit Tyler et George Rawlinson, Cadusia était une mince bande de terre le long des rives sud-est et sud de la Caspienne, correspondant aux provinces actuelles de Guilan et Mazanderan. Il n'appartenait guère au grand plateau, car il se trouvait en dehors de la chaîne de montagnes d'Elbourz, sur les pentes sud de la chaîne, et entre eux et la mer Caspienne. Elle ne contenait aucune ville importante, mais était fertile, bien boisée et bien arrosée ; et avait une grande population. Strabon écrit que Cadusia faisait partie d'Atropatène.